# Horten
Horten es una de las kommune (Municipios) de Noruega. Se sitúa en el interior del Fiordo de Oslo y en él se incluyen las ciudades de  Borre, Åsgårdstrand, Skoppum y Nykirke.

## Historia
Horten se convirtió en municipio en 1858 al separarse del municipio de Borre. Estos dos municipios se fusionaron de nuevo el 1 de enero de 1988 con el nombre de Borre, pero el 1 de junio de 2002 se cambió el nombre a Horten tras un referéndum.
En este municipio se encontraba la base militar de Karljohansvern que fue la más importante de la Marina Real de Noruega entre 1819 y 1963 y actualmente alberga un museo naval y es sede de la Banda Real de la Armada y de algunas instituciones educativas y culturales como el Museo Preus de fotografía.

## Espacios naturales

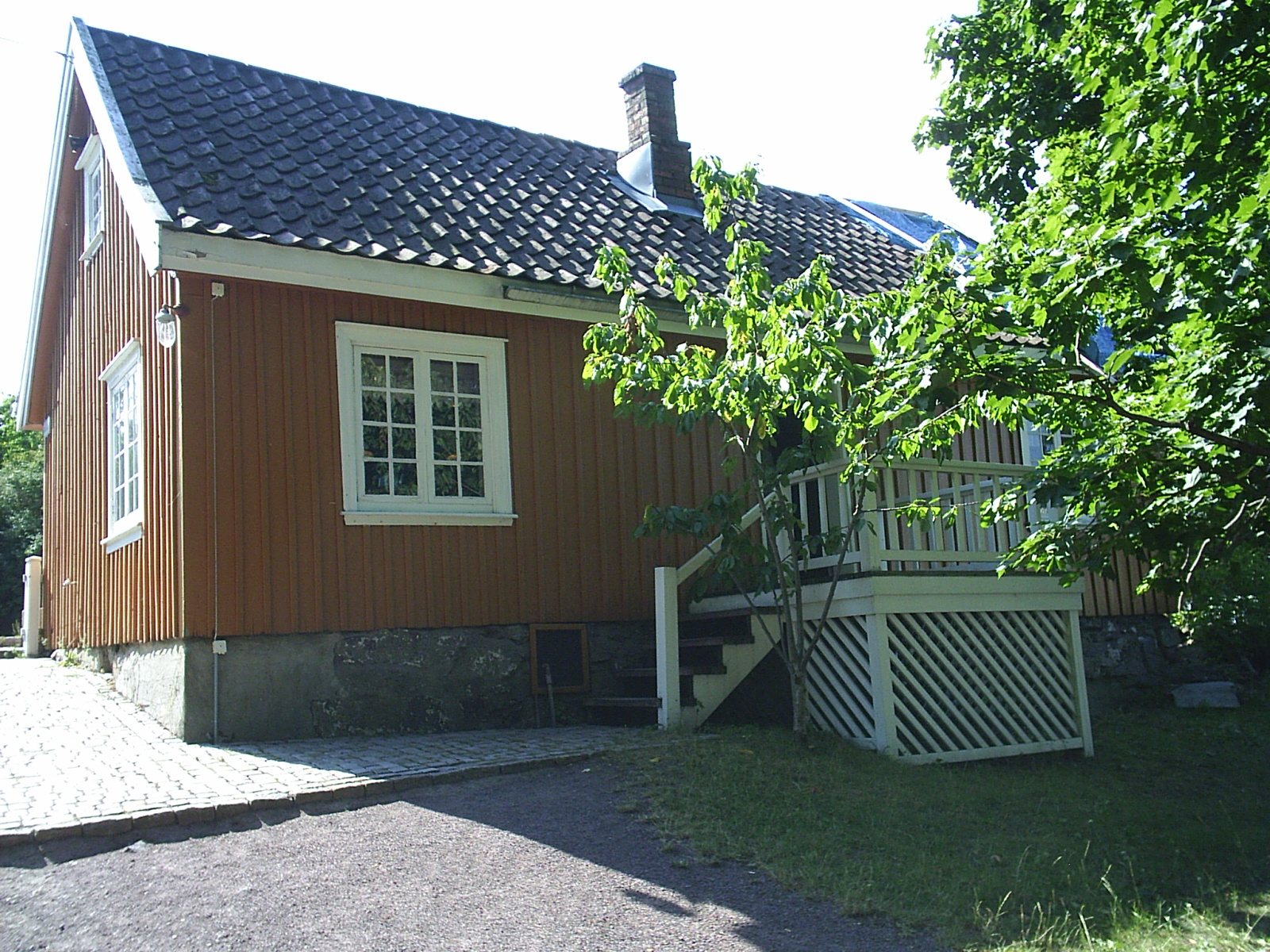
Casa de Edvard Munch

El parque nacional de Borrehaugene fue el primero que se creó en Noruega y se sitúa entre Horten y Åsgårdstrand. En este parque se encuentran importantes vestigios de la época de los vikingos que demuestran la importancia de la ciudad. Entre los restos encontrados se encuentra un barco que se puede contemplar en el Museo de barcos vikingos de Oslo pero también destacan trabajos artesanales para el adorno de los arneses de los animales que se conocen como del «estilo Borre». 
El cementerio vikingo de Borre tiene el conjunto de tumbas más extenso de reyes escandinavos de la vieja dinastía Yngling. Se encuentra situado en el interior del parque y tiene una extensión de 180,000 m².

## Ciudades hermanadas
- Hillerød - Hovedstaden
- Karlskrona - Blekinge
- Loviisa - Finlandia Meridional
- Ólafsfjörður - Fjallabyggð